# Lobith

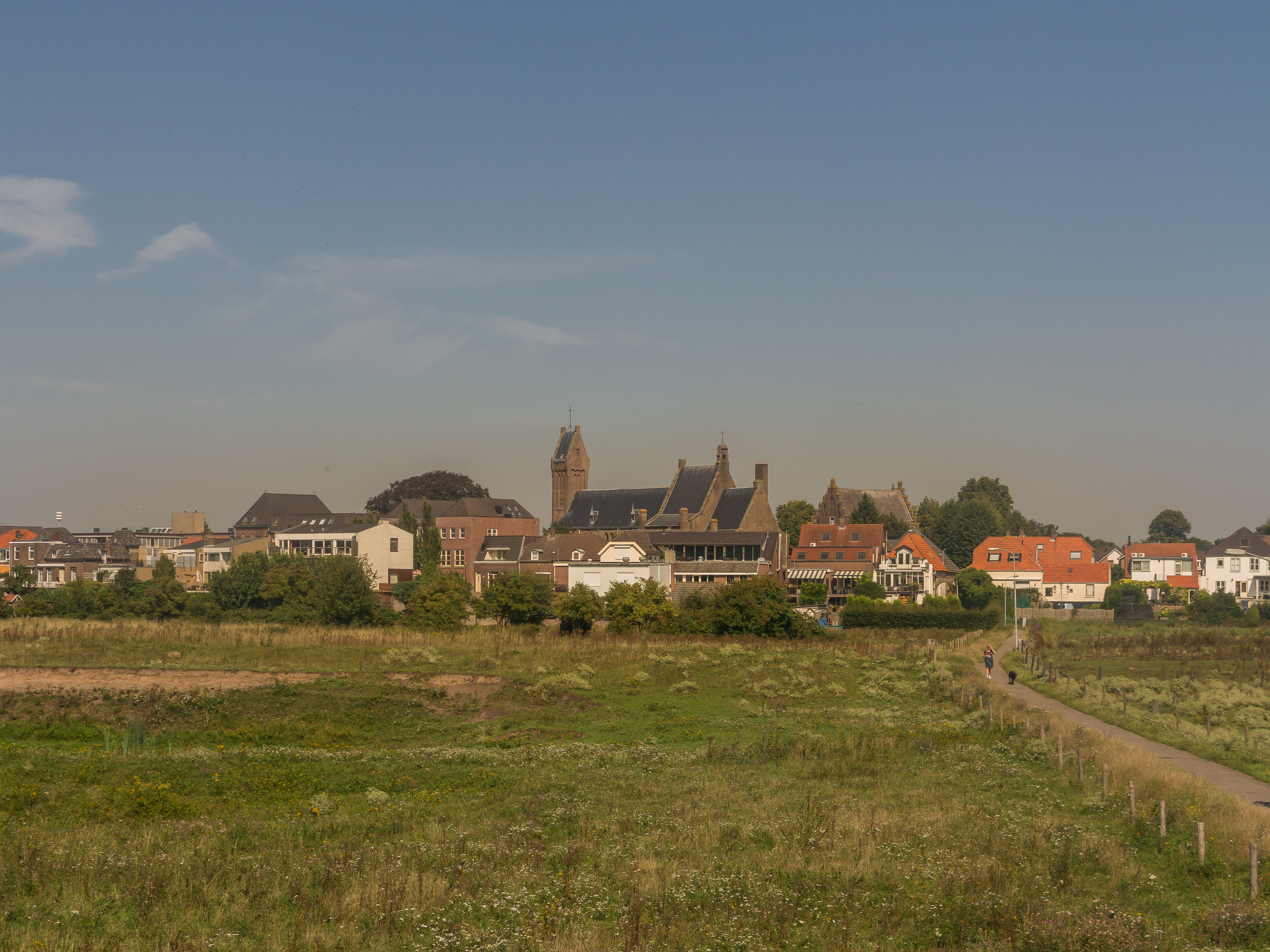
Zicht op Lobith

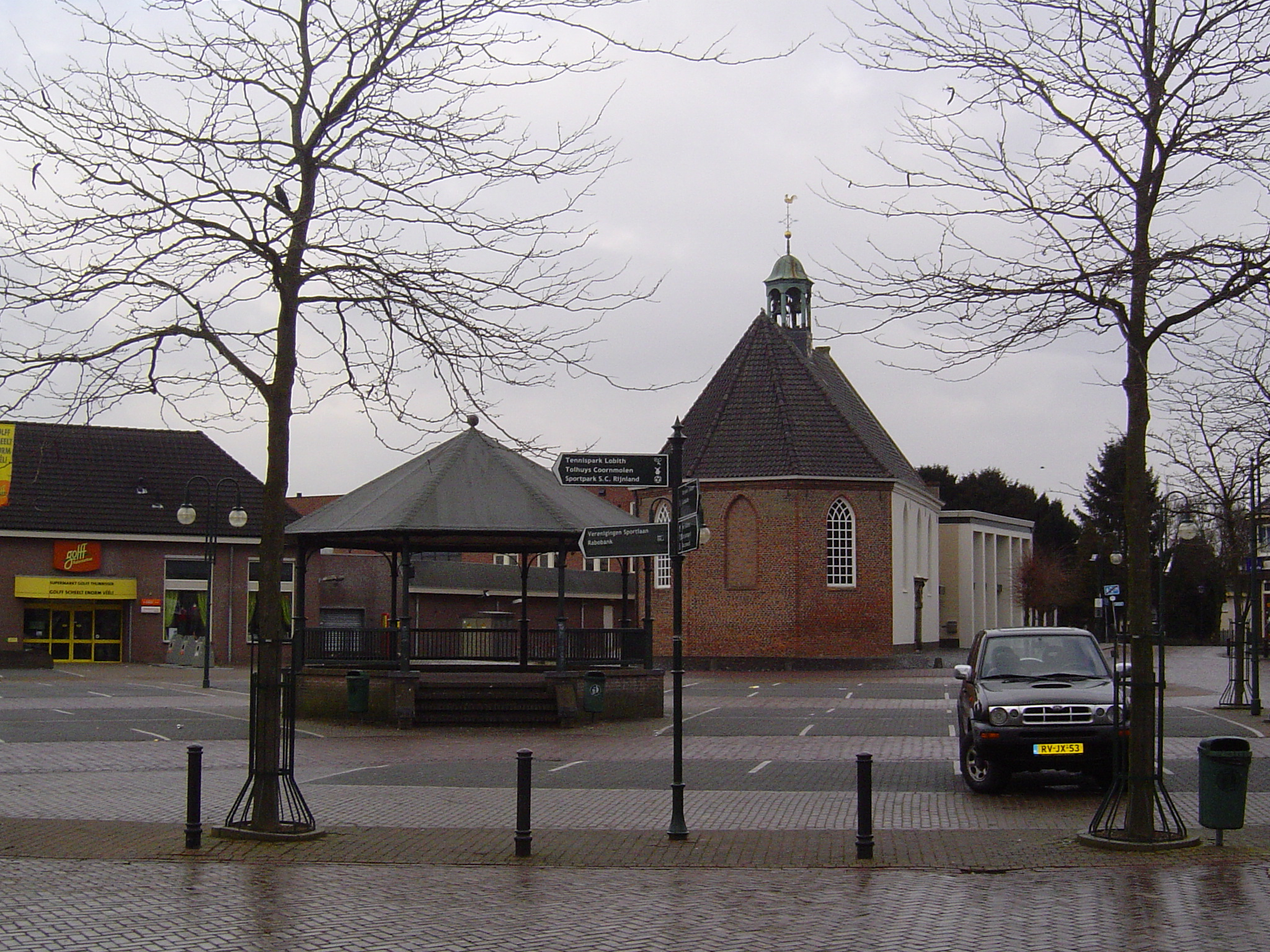
De Markt in Lobith

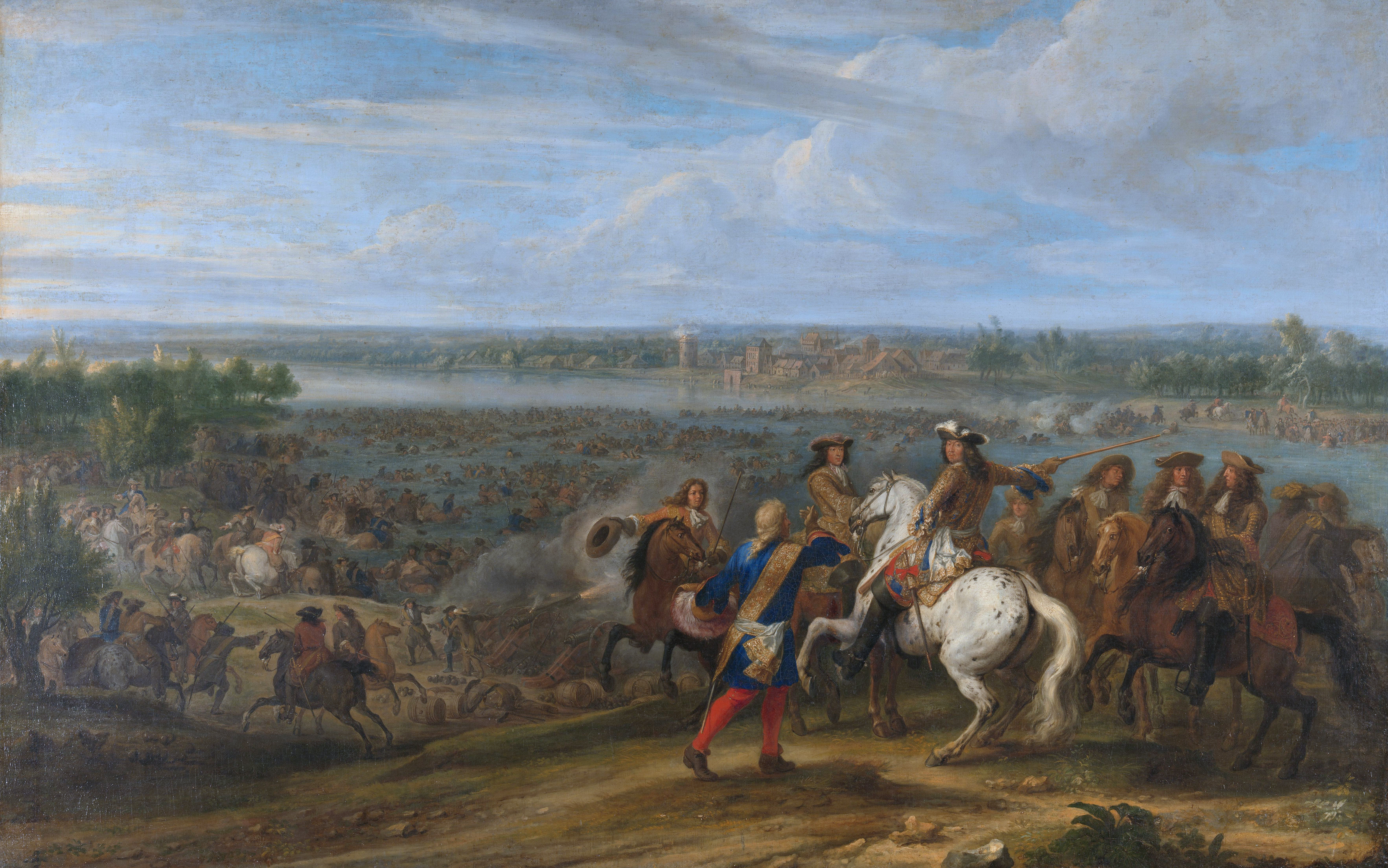
Lodewijk XIV trekt de Rijn over bij Lobith

Lobith is een Nederlandse grensplaats die bekendstaat als het punt waar de Rijn Nederland binnenstroomt. In de 18e eeuw is de loop van de rivier echter veranderd. Hierdoor kwam Lobith aan een rivierstrang te liggen, die bekend staat als de Oude Rijn. Ter hoogte van Lobith is daardoor een natuurgebied ontstaan dat door Staatsbosbeheer wordt beheerd: de Geuzenwaard. De rivier komt sindsdien over de Nederlandse grens ter hoogte van waar later het dorp Spijk ontstond, en stroomt daarna langs Tolkamer. Bij Lobith werd in de Middeleeuwen tol geheven voor schepen, toen de burcht Tolhuys nog bestond. Lobith is onderdeel van de gemeente Zevenaar in de provincie Gelderland. Lobith behoorde tot 1 januari 2018 bij gemeente Rijnwaarden.

## Geschiedenis
Ten noorden van Lobith is in de 10e of 11e eeuw het kasteel Houberg gesticht. Het is onbekend wanneer dit kasteel is verdwenen.
Lobith is in de 13e eeuw ontstaan door de bouw van het machtige kasteel Tolhuys op een hoger gelegen oever van de Rijn. Het Tolhuys dankte zijn naam aan de tolheffing. Schepen moesten in Lobith, dat toen nog Tolhuys heette, aanleggen om tol te betalen. Het kasteel bestaat inmiddels niet meer, het is in 1672 verwoest bij de intocht van het Franse leger onder leiding van Lodewijk XIV van Frankrijk. Deze slag staat in de Franse historie bekend als de Slag bij Tolhuis. Wel is de geschiedenis nog steeds zichtbaar in de vorm van de Schipperspoort, de plek waar de schippers aan wal gingen om tol te betalen in Lobith. Later is de tolheffing verplaatst naar Tolkamer dat aan Lobith grenst.
In 1473 werd Lobith Kleefs en later was het een deel van de Pruisische gemeente Elten. Op 1 maart 1817 werd het gebied aan Nederland overgedragen, waarna er een voorlopige gemeente werd ingesteld met een burgemeester, maar zonder gemeentehuis en gemeenteraad. Dit in afwachting van de indeling van het platteland in gemeenten. Op 1 januari 1818 werd uit de gemeente Lobith en een deel van de gemeente Herwen de gemeente Herwen en Aerdt gevormd.

## Bezienswaardigheden
Lobith kent drie rijksmonumenten.
- Op de markt staat een monumentaal kerkje uit 1660. Vanaf het begin tot op heden in gebruik bij de protestanten van Lobith en het aangrenzende Tolkamer (tegenwoordig PKN-kerken).
- Het schipperspoortje, bij Dorpsdijk 36 is het enige restant van de voormalige burcht Tolhuys.
- Bij Geuzenveld 1 staat de Tolhuys Coornmolen, een korenmolen uit 1888, die in 1995 geheel gerestaureerd is.

Ook op de markt staat de kerk van de Onbevlekte Ontvangenis van Maria, behorend tot de ene parochie van het Gelders Eiland. Jaarlijks (op de zondag tussen Hemelvaart en Pinksteren) vertrekt vanuit deze kerk, onder grote publieke belangstelling, om precies 12.00 uur de traditionele sacramentsprocessie door het dorp. Voorafgaand vindt de plechtige hoogmis voor de schutters plaats. In hetzelfde weekend vinden dan in het centrum van het dorp de jaarlijkse kermis en het schuttersfeest plaats. Lobith kent twee schutterijen: het Schuttersgilde Eendracht Maakt Macht opgericht in 1648 en Schuttersgilde Excelsior opgericht in 1924.

## Verenigingsleven
- Lobith heet tijdens carnaval Tollusland.
- Lobith heeft een eigen voetbalclub: SC Rijnland. Deze club is ontstaan uit een fusie tussen de clubs Thesos en Lobithse Boys.

## Geboren in Lobith
- Jan Kassies (1920 - 1995), verzetsstrijder, omroepvoorzitter (VPRO), politicus (PvdA), kunstbestuurder en cultuurfilosoof
- Louis Pastoor (1924 - 2002), voetballer, voetbaltrainer
- Clemens Cornielje (1958-2022), politicus (VVD), Commissaris van de Koning in Gelderland
- Marcel Arntz (1965), wielrenner
- Servais Knaven (1971), wielrenner, ploegleider

## Foto's

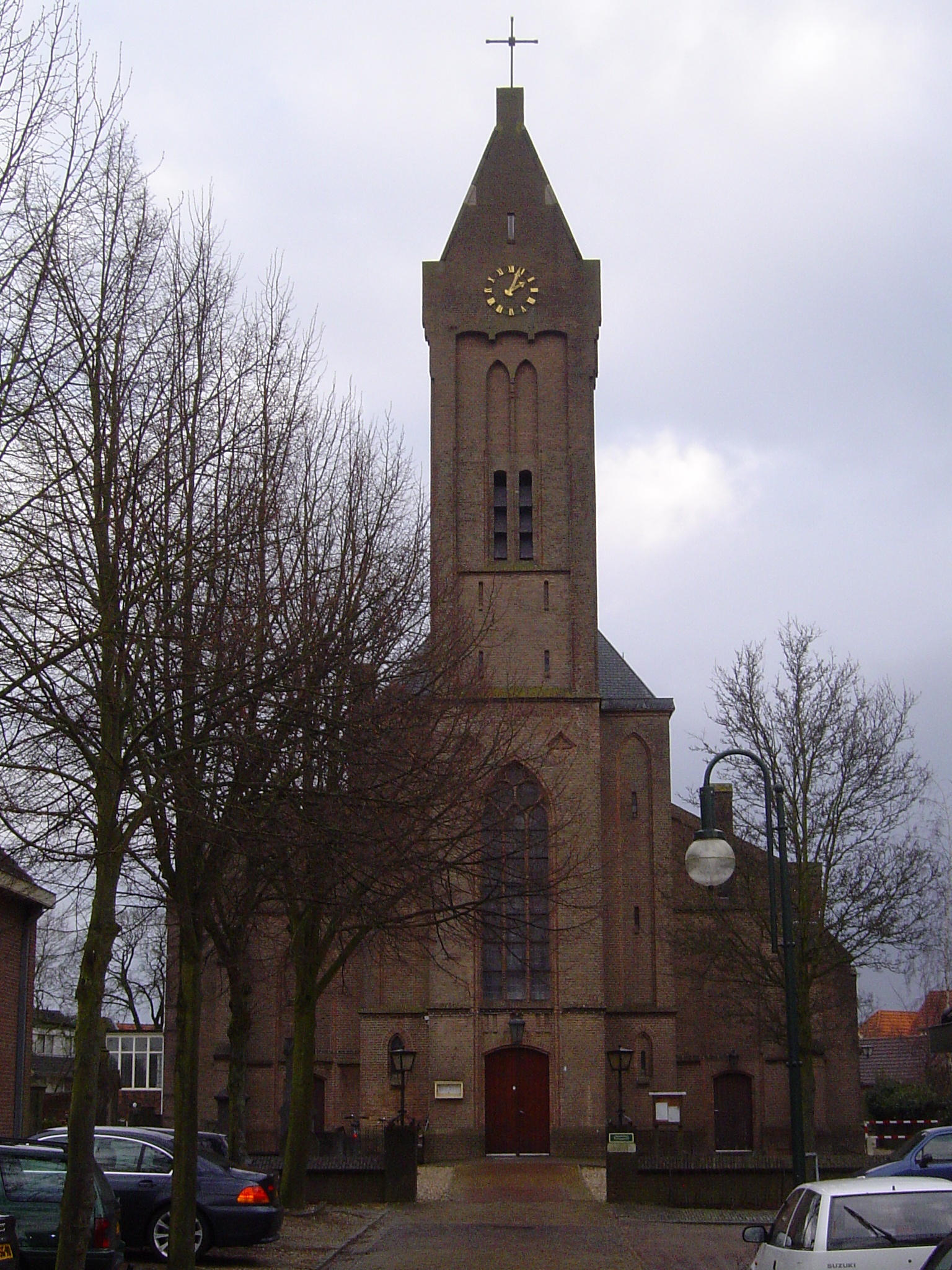
Lobith, Onbevlekt Hart van Mariakerk
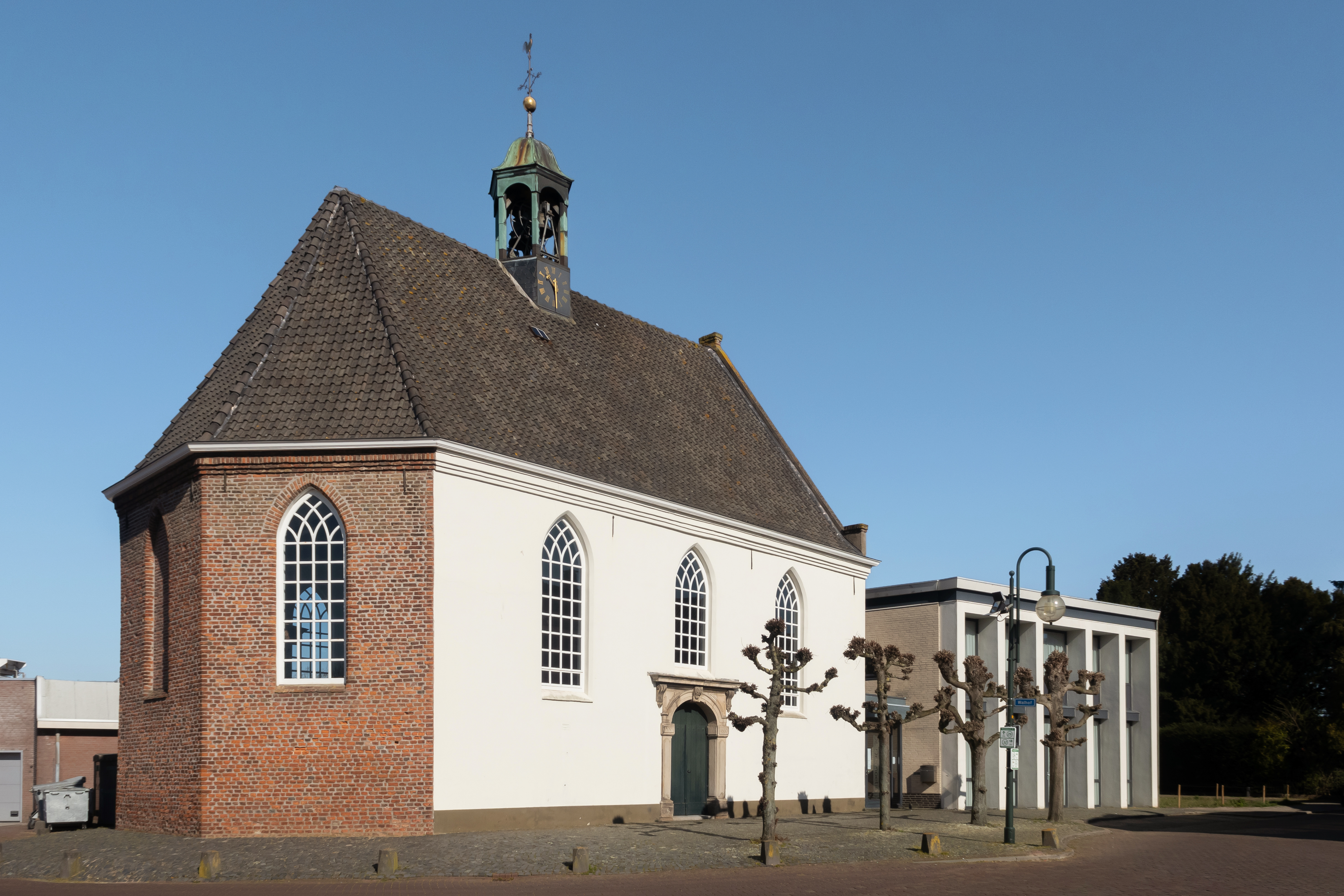
Lobith, Nederlands hervormde kerk
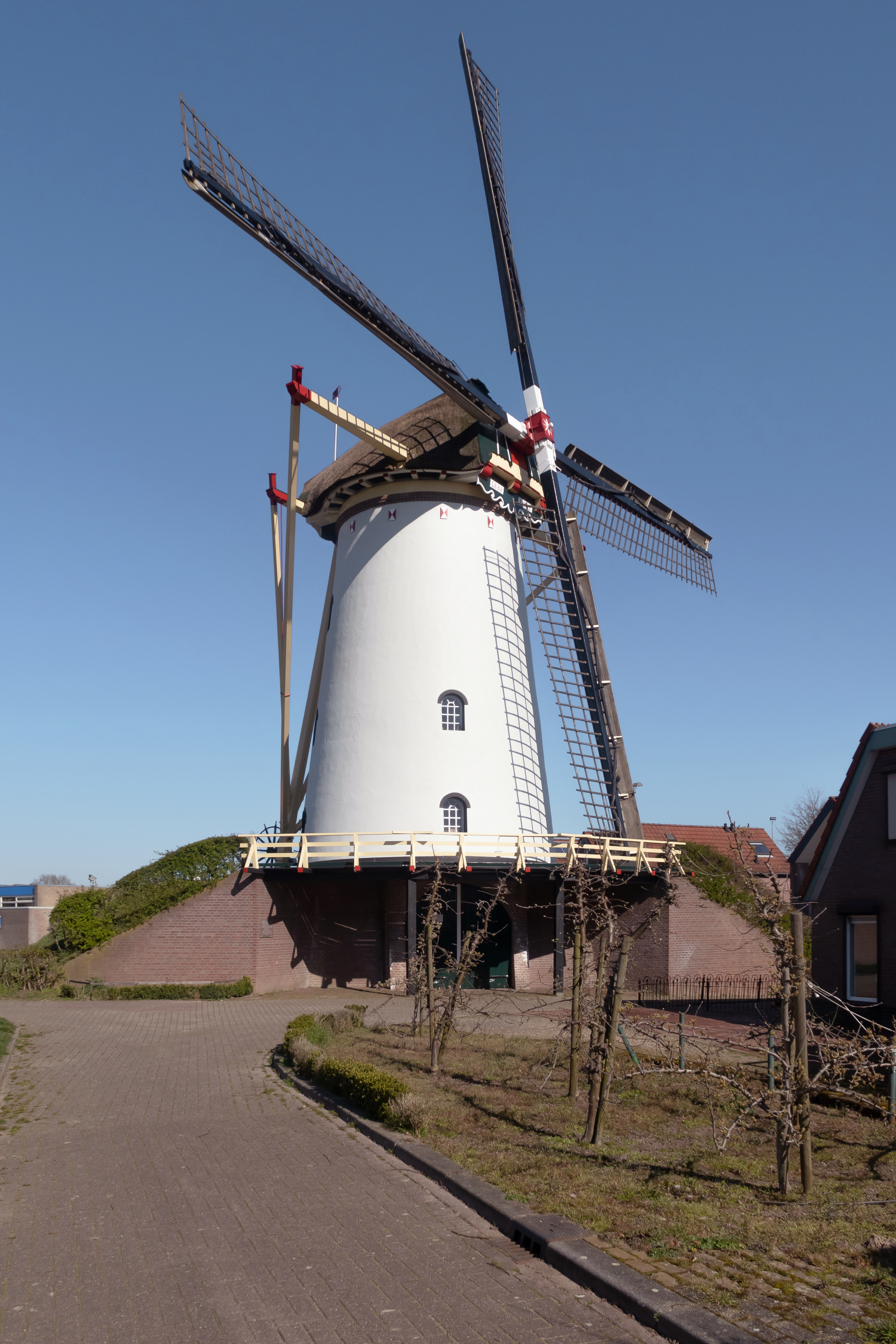
Lobith, Tolhuys Coornmolen